# 松平頼暁
松平 頼暁（まつだいら よりあき、1931年3月27日 - 2023年1月9日）は、日本の現代音楽作曲家、生物物理学者。理学博士。立教大学理学部教授。

## 経歴
東京府に作曲家の松平頼則の長男として生まれる。祖父の松平頼孝は子爵で鳥類標本収集家。水戸徳川家の連枝（分家）で常陸府中藩の藩主家であった府中松平家の直系の子孫で、同藩の最後の藩主・松平頼策は曾祖父にあたる。出版楽譜によっては、父・頼則との区別を明確にするため Yori-Aki Matsudaira と書き、さらに生年を併記しているものもある。
1953年、東京都立大学理学部を卒業し理学士号を得る。この間、作曲とピアノを独学で学ぶ。1950年代より活発な作曲活動を始める。1956年に父・頼則の弟子である江崎健次郎、下山一二三、伊東英直、玉野良雄とグループ20.5を結成。その一方、1958年に立教大学理学部に着任して大学教員・生物物理学者としての道を歩んだ。1965年に学位論文『有害遺伝子乃至遺伝子群を保有する染色体間の生存力に関する相互作用について』により東京都立大学大学院で理学博士号を取得。立教大学ではその後理学部の教授となり、1996年の定年退職まで務めた。
1953年に毎日コンクール（現日本音楽コンクール）に入選。1958年に国際現代音楽協会の世界音楽祭「ISCM World Music Days」に「ヴァイオリン、チェロ、ピアノのための三重奏曲」が入選、以後現在まで同音楽祭に通算9回入選している。1979年、「マリンバとオーケストラのための『オシレーション』」で尾高賞受賞。1989年、「ピアノとオーケストラのための『レコレクション』」で、ポーランドの第3回カジミェシュ・セロツキ国際作曲コンクールでメック出版社特別賞を受賞（第2位相当）。1998年紫綬褒章受章、2004年旭日小綬章受賞、2006年中島健蔵音楽賞受賞。日本現代音楽協会委員長を担当。日本での初開催となった2001年の ISCM World Music Days 横浜大会では大会委員長兼国際審査員を務めた。2006年にはベルギーで行われた第2回ハーレルベーケ・ムジーク・スタット主催国際吹奏楽作曲コンクールで、第3位に入賞した。
また、東京純心女子大学講師としてアメリカ現代音楽を教えていた。松平の作品はこれまで、イタリアのツェルボーニ社、ドイツのメック出版社とトレメディア音楽出版社、日本のソニック・アーツ、音楽之友社（「音楽芸術」誌の別冊付録）、東京アートサービス、マザーアースから出版されている。松平に師事して学んだ主な作曲家には安達元彦、内本喜夫、山口淳、荒尾岳児、武田モトキ、飛田泰三、森田泰之進、山路敦斗詩ら、強い個性を持った者が多い。
2023年1月9日、肺炎のため東京都内の病院で死去。91歳没。

## 作品総論
松平頼暁は、演奏会プログラムなどでの自身のプロフィールに「何年から何年までは何々の様式で作曲」と自身で記しており、時期別に既存の様式観に沿って作風の変遷を追うことが可能である。「総音列主義（トータル・セリエリズム）」と「ピッチ・インターヴァル技法」について言及されることが国内外を問わず多く、本人もそれを認めていた。
初期作品のいくつかが破棄されているが、社会主義リアリズムの書式を数年ほどピアノと作曲の両面で学んだ後に決別。その後十二音技法から総音列主義で作曲する。この時期にピアノ、ヴァイオリン、チェロのための変奏曲（1957年）が作曲された。その後もポスト・セリエルの技法に沿った「速度係数」（1958年）や、図形楽譜を用いた「軌道」（1960年） 、「インストラクション」（1961年） が作曲されている。当時は「何で書くか」といった技法が前面に出る傍ら、素材の持ち味は副次的な役割に留まっている。自己模倣を決して作らないといった流行にも染まり、一作ごとに違ったテーマを考え、初期設定もその都度変えて作曲していた。
セリーとの関わりを追究されることが多い彼だが、在学中にストラヴィンスキーの『春の祭典』の演奏に接して、強烈な印象を受けたことを忘れてはならない（彼が興奮して書いた演奏評が、没になったという）。この作品の第1部は高揚の絶頂で突然音楽が終わる。修辞抜きで音楽が終わることにショックを受けたことは、彼の作品の構造と持続に深い影響を与えている。終止を伴う作品も書かれているものの、「突然、修辞抜きで終わる」エンディングは、その作品にひろく見られる。器楽作品の多くはセリエルな発想に基づいており、個々の音名を選び抜く態度は、音色的な潤いの有無にかかわらず全作品にわたって共通する。
1960年代後半からロバート・ラウシェンバーグの「コンバインド・アーツ」に影響を受け、その技法を音楽に転用し始めた。「アッセンブリッジス」（1968年）では、電子音楽ヴァージョンとヴォーカリスト・ヴァージョンを同時演奏しても良いとなっている。ただのヌード画像をそのまま方眼紙にトレースして諸パラメータを決定するなど、不確定性と偶然性の中間領域を担う目的もあった。1970年代に入って、ピアノのための「アルロトロピー」（1970年）で、セリー主義者が忌避したパルスのみで全曲の音運動を制御する傍ら、自らの忌避したショパンを引用したように、既成作品から引用する技法が目立ってくる。この引用で、「突然ショパンが流れたので、テープレコーダーが壊れたと思った」聞き手もいたという。「全く無関係に」様々な行為が生起する音楽性に興味を持ち、「Wから始まる三つのシアターピース」（「Why not?」（1970年）、「Where now?」（1973年）、「What's next?」（1967年 - 1971年））を完成させるのがこの時期である。中でも「Why not?」はトランプでイヴェントを決定する指示がなされている。様々なイヴェントの接合を考慮するために、一作の作曲にかける時間が特に長かったのがこの時期である。チューバのための「シミュレーション」（1974年 - 1975年）は、チューバ独奏の部分よりも他の準備にかける時間のほうが大変である。
この傾向とは別に、総音程音列の理想的な活用に向けての準備も並行して進められた。消極的に反復語法を導入していた彼は、「アークのためのコヘレンシー」（1976年）、マリンバとオーケストラのための「オシレーション」（1977年）で反復語法を曲頭から全楽器に解禁した。オランダのオーケストラからの委嘱であったが、3群のオーケストラを異なった周波数でチューニングするために演奏が拒否され、日本でその演奏が可能になった。マリンビストにはイヴェント性が若干託されているが、オーケストラパートは、音列内を反復して聴覚的に音列が増殖する構造を持つ。この作品ではマリンバソロ部分のカデンツァに、いままでの様々な属性が内包しており、素材自体の持ち味を強調する方向性が備わってくる。本来予想していなかった「音色そのものへの興味」もフルートとピアノのための「ブリリアンシー」（1978年）などで確認できる。この時期から明瞭なオクターブの使用も増える。
総音程音列を反復語法に利用した経験から、「全く偶発的に密度が選ばれているにもかかわらず、音響内は常に運動する」書式を考案し、「ピッチ・インターヴァル技法」と定義したのが1982年である。この技法では3856の総音程音列の中から、7オクターブ弱に音高をまたがらせた任意の一つを選び、リズム、コード、アタック等の諸パラメータを全て乱数表で決定するものである。この技法を用いるようになってから、創作ペースが急激に上がる（「モルフォジェネシスI」は、ポーランドからの帰りの飛行機の中で完成した）。この極端な書法で、調性音楽が確立した様々なイディオムは、全てこの書法の異物として耳が機能することにより、引用がことさらに効くようにもなった。この時期に入っても「先にオーケストラ作品でスケッチしてから、2台ピアノ作品を完成させる」（尖度I, II, 1982年）など、常人とは全く逆のプロセスで作曲するユニークな態度は変わっていない。この時期に編纂した総音程音列の一覧表は、今も現役のままで使われている。「線的なセリー使用に伴う、聴覚的な音程の矛盾」はミルトン・バビット他さまざまな作曲家によって指摘されてきたが、彼だけが完全に解決することが出来た。
1980年代以降、ピアノ独奏作品が次々と生まれたことも特筆される。これは、平尾はるなの門下生である中村和枝らを得たことが大きい。中村は彼のピアノ協奏曲全3曲の世界初演で、全てソリストを務めた松平作品のスペシャリストである。今度は「Rから始まる三つのピアノ協奏曲」という計画で「レコレクション」（1989年）、「レヴォリューション」（1991年）、「リメンブランス」（1996年）を作曲した。なかでもレコレクションはカジミェシュ・セロツキの残した初期設定に緻密な注釈を与えていく様が聴覚的にも容易に把握でき、楽器数の少なさにもかかわらず音楽的密度も複雑化の極致を追求している。中村のみならず、里見暁美、渋谷淑子、井上郷子、栗本洋子、門光子、山口淳、松永加永子、稲垣聡、新垣隆らも、それぞれ松平作品の演奏を残している。第2期で関わった演奏家とは顔ぶれががらりと変わることに注意されたい。
プログラムノートの筆の鋭さも相変わらず健在で、レヴォリューションの解説に「既に『革命』と呼ばれる行為が、もう政治的意味をなさない」ことを断っていることにも、旧左翼陣営への挑発的態度がうかがえる。1980年代はMIDI音源を駆使した音楽性が商業音楽全体を覆い尽くすが、この様相にも着実に対応しており「アンノーテーション」（1987年）で既にテクノ調のリズムが導入されている。ガムランとピアノ・ソロのための「コエグジスタンス」（1993年）では、ガムランは通常の調律のままなのに、ピアノ・ソロは平均律クラスター音響の連続であり、題名とは裏腹に一種の戦闘状態を想起させるが、ラストは三和音のクリシェで何事もなく閉められる。「Uの為の1,2,3」（1990年）もチェロの特殊奏法と三和音のクリシェが共存しており、調性音楽との様々な対峙が第2期以上に際立って多い。
最も松平らしさが前面に押し出された「閃光」（1997年）は、彼が開拓した音楽技法の統合のような様相を呈しており、演奏効果も高い。ラストのバッハの引用も、突然終止が用意してある。元素材にリング変調やディストーションをかけていた第2期の頃には目立って多かった騒音的効果は後退している。
複雑性の頂点に立った後、「星の系譜」（1999年）以降はリズムの簡素化が推し進められ、一種の透明感を醸す傾向が見られている。オーケストラ作品でもその傾向は顕著で「ダイアレクティクスII」（2005年）ではニコロ・カスティリオーニの中期の作品からアナーキズムを抜き、テンポを均質化したような感覚に仕上がっており、「ショスタコーヴィチのオーケストレーション」とコメントする割には、第3期以上に先鋭的な音色感覚が聴かれる。「24のエッセーズ」（2000年 - 2009年）では、1980年代から急速なパッセージを駆使していた作風から、求められる速度がさらに上がって難化しており、現在の演奏家への新たな要求は衰えていない。
長年の懸案であった「レクイエム」（1967年 - 2005年）は2005年に完成したが、全曲初演のめどはいまだついていない。計画のままで放置されていたオペラ「挑発者たち」もソプラノ太田真紀の助力により、新たに「Bee in the cage」（2005年）と題された新章が発表されるなど、このオペラの完成に向けて作曲活動を継続していた。サントリー音楽財団のリストによれば、2008年に「挑発者たち」全曲の完成がアナウンスされている。2018年12月にオペラ「挑発者たち」（1982年 - 2008年）のピアノリダクション版が初演された。

## 主要作品

### オペラ
- 挑発者たち (5人の歌手と様々な楽器編成のための)

### オーケストラ
- コンフィギュレーションI&II（室内オーケストラ）
- オシレーション（マリンバとオーケストラ）
- 尖度I（三管編成フルオーケストラ）
- レコレクション（ピアノと室内オーケストラ）
- レメンブランス（ピアノとオーケストラ）
- レヴォリューション（ピアノとオーケストラ）
- 螺旋（三管編成フルオーケストラ）
- ミセル（室内オーケストラ）
- ダイアレクティクスII（三管編成フルオーケストラ）
- エキスパンジョン（吹奏楽）

### ピアノ曲
- アルロトロピー
- 尖度II（2台ピアノ）
- ブレンディング
- ガラ
- パースペクティブA, B
- 連星（連弾）
- ミケランジェロの子犬
- 24のエッセイ

### 器楽曲（ピアノ曲を除く）・室内楽曲
- 変奏曲
- 分布
- オルターネーションズ
- 軌道
- シミュレーション
- マグニフィケーション
- ブリリアンシー
- コンヴォリューション
- 鳥類学
- ガッゼローニのための韻
- 祈り
- ダイポール

### ガムラン
- オーニソロジー (ジャワ・ガムランアンサンブルのための)
- コエグジスタンス (ジャワ・ガムランとピアノ・ソロのための)

### 声楽・合唱作品
- 反射係数
- 児童合唱のための無窮動
- カードゲーム
- 5つのフォークロール

### 電子音楽・テープ音楽
- トランジェント'64
- アッセンブリッジス
- 杖はひるがえり

### シアターピース
- What's next?
- Why not?
- Where now?

## おもな著書
- 松平頼暁『音楽=振動する建築』青土社、1982年12月25日。ASIN B000J7B3J6。 NCID BN02051915。
- 松平頼暁『20.5世紀の音楽』青土社、1984年8月25日。ASIN B000J735ZQ。 NCID BN00423178。
- 松平頼暁『現代音楽のパサージュ 20.5世紀の音楽 増補版』青土社、1995年3月1日。ISBN 978-4791753581。 NCID BN1230224X。

## 翻訳
- D. オズモンド・スミス 著、松平頼暁 訳『ベリオ:  現代音楽の航海者』青土社、1995年8月1日。ISBN 978-4791756452。 NCID BA37527838。

### 音楽配信
- 松平頼暁 - Apple Music